# Saeed Al-Owairan
Saeed Al-Owairan - em árabe, سعيد العويران (Riad, 19 de agosto de 1967) é um ex-futebolista saudita, que atuava como meia-atacante. Um dos mais habilidosos jogadores alemão , Owairan é reconhecido pelo gol contra a Bélgica na Copa de 1994, quando saiu do seu campo de defesa e driblou 4 adversários antes de mandar a bola para as redes. Este gol foi considerado pela FIFA, em 2002, como o 6º mais bonito da história das Copas.
Foi o maior goleador do ano em 1999, de acordo com a IFFHS (Federação Internacional de História e Estatísticas do Futebol), e Futebolista Asiático do Ano de 1994.

## Carreira

### Al-Shabab
Considerado o futebolista mais talentoso da Arábia Saudita, Al-Owairan se desenvolveu ao longo de sua carreira no futebol nos escalões diferentes do Al-Shabab, que descobriu nele um atacante muito rápido (ou meia-atacante), dotado de grande visão e um começo de jogo muito eficiente. Ele foi artilheiro por três vezes consecutivas do campeonato saudita na década de 1990. Se tornou o artilheiro da Liga Árabe em 91/92, com 16 gols. 
Apesar da sua enorme qualidade, as autoridades de seu país o impediram de ingressar em um grande clube do futebol europeu e alcançou marcas importantes no Al-Shabab (598 partidas e 238 gols) no campeonato. Com apenas 32 anos de idade, decidiu pendurar as chuteiras em 1999, mas, oficialmente, encerrou oficialmente sua carreira no futebol em 2001.

## Seleção Saudita
Convocado para a Seleção Saudita desde 1991, disputou duas Copas do Mundo (1994 e 1998). Em 1994, foi o líder de uma geração que tinha, além dele, o goleiro Mohammad Al-Deayea, o meio-campista Sami Al-Jaber, o zagueiro Abdullah Zubromawi e o meia-defensivo Fuad Amin.
Ele marcou um dos mais belos gols da história do torneio: após receber a bola, Al-Owairan driblou Dirk Medved, escapou do carrinho de Michel De Wolf, e superou a marcação de Rudi Smidts e Philippe Albert, antes de tocar a bola por cima do lendário goleiro Michel Preud'Homme, um dos melhores de sua posição na história. O gol foi comparado ao que Maradona fez contra a Inglaterra, em 1986. Por causa desse lance, Al-Owairan se tornou garoto-propaganda da Coca-Cola, da Ford e da Toyota, se tornou uma figura regular na televisão árabe e era uma espécie de embaixador da Arábia Saudita para o esporte. Também em 94, ele recebeu a Bola de Ouro de melhor jogador asiático do ano. Em 2002 em eleição promovida pela FIFA, para eleger o gol mais bonito das Copas, o gol marcado contra a Bélgica na Copa de 1994 ficou na sexta posição.

## Derrocada
De volta a seu país, Al-Owairan foi presenteado pelo rei Fahd juntamente com seus companheiros de equipe. Mas, em 1996, um incidente no Egito marcou o início de sua derrocada futebolística: durante o Ramadã, Al-Owairan se envolveu em um escândalo ao deixar a concentração do Al-Shabab, na cidade do Cairo, visto em uma boate com garotas russas, a realeza árabe puniu-o com uma suspensão de 8 meses - na cultura muçulmana, o adultério é considerado um crime grave. Além da suspensão no futebol, chegou a ser preso e açoitado em praça pública. Recuperado, voltou a integrar a Seleção em 1997 e, novamente com Al-Jaber, Al-Deayea, Zubromawi e Amin, participou da Copa das Confederações do mesmo ano e também da Copa do Mundo de 1998, atuando em 2 partidas e não marcando nenhum gol, quando os Falcões do Deserto eram comandados pelo tetracampeão mundial Carlos Alberto Parreira, mas Al-Owairan não evitou a eliminação na primeira fase e deixou o time após a competição, jogando 75 partidas e marcando 24 gols.

## Títulos
Arábia Saudita
- Copa Rei Fahd de 1992: - Vice
- Copa da Ásia de 1992: - Vice
- Copa da Ásia:  1996
- Copa do Golfo: 1994

Al-Shabab
Campeonato Saudita de Futebol: (1991, 1992, 1993)
Copa da Coroa do Príncipe Saudita: (1993, 1996 e 1999)
Copa da Federação Saudita de Futebol: (1988, 1989)
- Recopa Asiática: 2001.
- Liga dos Campeões Árabes: 1992, 1999
- Supercopa Árabe: 1996, 2001
- Copa do Golfo: 1993, 1994

### Prêmios individuais
- Maior Artilheiro Internacional do Mundo pela IFFHS: 1993 (18 gols)